# Pontsho Moloi
Pontsho Moloi (né le 28 novembre 1981 à Gaborone au Botswana) est un joueur de football international botswanais, qui évolue au poste d'attaquant.

## Biographie

### Carrière en sélection
Pontsho Moloi reçoit 34 sélections en équipe du Botswana entre 2007 et 2012, inscrivant cinq buts. Ses statistiques avant l'année 2007 ne sont pas connues.
Il marque un but contre la Namibie, un but contre le Swaziland, un but contre les Seychelles, à nouveau un but contre le Swaziland, et enfin un but contre le Lesotho.
Il dispute cinq matchs rentrant dans le cadre des éliminatoires du mondial 2006, et six matchs rentrant dans le cadre des éliminatoires du mondial 2010.
Il participe avec l'équipe du Botswana à la Coupe d'Afrique des nations 2012 organisée au Gabon et en Guinée équatoriale.

## Palmarès
| Notwane - Coupe du Botswana (1) : - Vainqueur : 2006. |  | Mochudi Centre Chiefs - Championnat du Botswana (4) : - Champion : 2007-08, 2011-12, 2012-13 et 2014-15. - Vice-champion : 2008-09, 2010 et 2010-11. - Coupe du Botswana (1) : - Vainqueur : 2008. - Finaliste : 2010. |